# J’attendrai
«J’attendrai» ([ʒatɑ̃ˈdʁe], с фр. — «Я буду ждать») — французская песня 1938 года (точнее, французская версия итальянской песни 1936 года на слова Нино Растелли), одна из трёх знаменитых в Западной Европе лирических песен времён войны (другие две — немецкая «Лили Марлен» и английская «We'll meet again»). Композитор: Дино Оливьери, автор французской версии стихов: Луи Потерат. Первым исполнителем песни стала Рина Кетти (1938).
Песня получила широчайшую популярность, среди её исполнителей — Тино Росси, Жан Саблон, Руди Шурике, Рихард Таубер, Жозефина Бейкер, Клод Франсуа, Бинг Кросби, Далида (один из её альбомов назывался «J’attendrai»), Фрэнк Синатра, Рафаэлла Карра и многие другие.

## История
История этой песни начинается в Италии, где в 1936 году композитор Дино Оливьери написал песню «Tornerai» (в переводе: «Ты вернёшься»), автор стихов: Нино Растелли. Начало мелодии напоминает «немой хор» (Coro a boca cerrada) из финала II акта оперы Джакомо Пуччини «Мадам Баттерфляй».
Впервые песня была записана в 1937 году в исполнении Карло Бути и «Трио Лескано» в сопровождении итальянского квартета «Джаз Фунаро» и стала популярна в Италии. Одним из известных исполнителей «Tornerai» стал Джино Беки.
Французский текст той же песни, под названием «J’attendrai», написал в 1938 году Луи Потерат, и песня в исполнении Рины Кетти, Жана Саблона и других имела огромный успех. Когда Франция была оккупирована в 1940 году, исполнение песни с названием «Я буду ждать» приобрело скрытый патриотический и антифашистский подтекст, символизируя надежду на скорое освобождение Франции.
Французская версия этой итальянской песни стала настолько известной по всей Европе, что название «J’attendrai» часто используется даже в инструментальных записях (например, у Джанго Рейнхардта и Стефана Граппелли, 1938 год), а также упоминается как первоисточник в английских и немецких переводах.

## Переводы и национальные версии
Распространённый английский перевод под названием «I’ll Be Yours» написала в 1945 году Анна Сосенко (Anna Sosenko). Другие переводы:
- (русский) «Приходи», стихи: В. Крылов. Исполнитель: Ефрем Флакс (1946)[6]. Другой вариант перевода: З. Плавский (1947)[7].
- (немецкий) «Komm zurück», стихи: Ральф Мария Зигель. Один из исполнителей: Руди Шурике, 1939.
- (датский) «Kun for dig» (1939), стихи: Виктор Скааруп (Victor Skaarup); норвежский вариант: Kun for deg,
- (шведский) «Blott för dig» (1940), стихи: Тор Бергстрём («Tor Bergström»).
- (польский) «Czekam cię» (1939), стихи: Анджей Власт. Один из исполнителей: Мечислав Фогг.
- (чешский) «Věřím vám», стихи: Карел Козел (Karel Kozel). Один из исполнителей: Рудольф Дворский.
- (литовский) «Ак sugrįžk», стихи: Адель Ленартавичене (Adelė Lenartavičienė).
- (фламандский) «Vlieg je mee»[8], стихи: Peter van Noort.

## Послевоенные записи
Катерина Валенте пела немецкую версию песни (Komm' zurück (Nimm' mich mit), альбом Pariser Chic, Pariser Charme, 1964)p. Чрезвычайно популярную диско-версию «J’attendrai» Далида записала для своего одноимённого альбома 1975 года. Успех был настолько велик, что Далида включила песню и в следующий свой альбом «Coup de chapeau au passé» (1976). Рафаэлла Карра включила запись песни в свой альбом «Forte Forte Forte» 1976 года. Бельгийская певица и актриса Венди ван Вантен в альбоме «Wendy Zingt Dalida» исполнила песню на фламандском.
В XXI веке песню исполняли Анжело Дебарр (Франция, 2007), греческая певица Вики Леандрос (2010, альбом «Zeitlos»), Ракель Биттон (Франция, альбом «Bolero»), Антонелла Руджеро (Италия, альбомы «Souvenir d’Italie», 2007) и «Quando facevo la cantante» (2018), канадская певица Джилл Барбер (альбом «Chansons», 2013).

## В фильмах
Как «Tornerai», так и «J’attendrai» звучат во многих (более 15) кино- и телефильмах. Среди них: «Lilacs in the Spring» (1954), «Подводная лодка» (1981), «Хороший год» (2006), «Союзники» (2016).
«J’attendrai» является лейтмотивом в фильме «Триумфальная арка» (1984) с участием Энтони Хопкинса и Лесли-Энн Даун. Эта же мелодия звучит в прологе кинофильма «Бал» (Этторе Скола, 1983) и во второй серии советского телесериала «Семнадцать мгновений весны» (играет пианист в кафе «Элефант»).